# Miguel de Fuenllana
Miguel de Fuenllana (Navalcarnero, 1500 – Valladolid, 1579) è stato un compositore spagnolo.

## Biografia
Pochi dati sono noti sulla sua vita; sicuramente era originario del comune di Fuenllana, nella provincia di Ciudad Real, anche se nacque a Navalcarnero, località vicino a Madrid. A proposito di Miguel de Fuenllana fu data alle stampe nel 1672 una breve biografia scritta dal bibliotecario spagnolo Nicolás Antonio.
Fu un virtuoso liutista del Rinascimento, in particolar modo della vihuela, cieco dalla nascita, che nel 1554 scrisse il trattato Libro de musica para vihuela intitulado Orphenica Lyra, dedicato a Filippo II di Spagna, comprendente una fantasia di centodiciotto composizioni distribuita in sei libri con un ordine ascendente dei brani per numero di voci nelle composizioni, passando da due e tre voci del primo alle cinque e sei voci dei mottetti del terzo volume. Cinquantadue fantasie originali furono composte dall'autore alla quali si aggiunsero le trascrizioni di musiche, intavolature, di altri diciassette compositori spagnoli e fiamminghi, tra i quali: Cristóbal de Morales, Francisco Guerrero, Francesco Corteccia, Josquin Desprez, Adrian Willaert, Philippe Verdelot, Nicolas Gombert, Jacques Arcadelt.
La maggior parte dei pezzi sono scritti per la vihuela a sei corde; tuttavia, ci sono anche pezzi per la vihuela a cinque corde e a quattro corde. Oltre alle composizioni, il lavoro Orphenica Lyra comprende anche un'introduzione al sistema di notazione musicale adatto per gli strumenti a corda (intavolatura), le modalità teoriche e le istruzioni dettagliate sulla pratica e sulla tecnica di riproduzione della vihuela. Questo libro viene considerato un importante documento storico dell'arte iberica del XVI secolo. Nel 1555 Fuenllana si trasferì a Siviglia dove, fino al 1559, lavorò al servizio della Marchesa di Tarifa; l'anno successivo si spostò a Madrid alla corte di Elisabetta di Valois.
All'arrivo di Elisabetta di Valois, terza moglie di Filippo II, la corte si arricchì di un gruppo di musicisti strumentali francesi, che collaborarono con Fuenllana fino alla morte della principessa avvenuta nel 1568. Dopo di che Fuenllana si trasferì in Portogallo alla corte di Sebastiano I dal 1574 al 1578. Non si hanno ulteriori notizie biografiche riguardanti il compositore. È considerato uno tra i più importanti compositori strumentali spagnoli del XVI secolo. Tra le sue composizioni, annoveriamo: mottetti e fantasie dallo stile polifonico.